# Жюньяк
Жюнья́к (фр. и окс. Junhac) — коммуна во Франции, находится в регионе Овернь. Департамент — Канталь. Входит в состав кантона Монсальви. Округ коммуны — Орийак.
Код INSEE коммуны — 15082.
Коммуна расположена приблизительно в 460 км к югу от Парижа, в 130 км южнее Клермон-Феррана, в 24 км к югу от Орийака.

## Население
Население коммуны на 2008 год составляло 333 человек.
| 1962 | 1968 | 1975 | 1982 | 1990 | 1999 | 2008 |
| ---- | ---- | ---- | ---- | ---- | ---- | ---- |
| 438  | 510  | 467  | 440  | 381  | 332  | 333  |

## Экономика

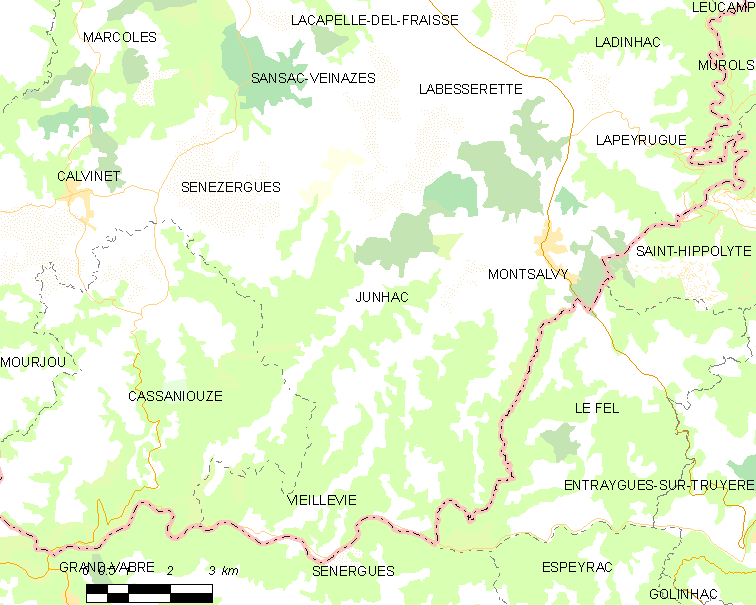
Карта коммуны

В 2007 году среди 178 человек в трудоспособном возрасте (15—64 лет) 129 были экономически активными, 49 — неактивными (показатель активности — 72,5 %, в 1999 году было 71,0 %). Из 129 активных работали 122 человека (72 мужчины и 50 женщин), безработных было 7 (3 мужчин и 4 женщины). Среди 49 неактивных 13 человек были учениками или студентами, 23 — пенсионерами, 13 были неактивными по другим причинам.

## Достопримечательности
- Ферма Пресуар (XVI век). Памятник истории с 1993 года[3]